# Valüna
Valüna es un pueblo de Liechtenstein que se encuentra en la parte sur del país, a 8 km al sur de la capital, Vaduz.